# Campeonato Mundial de Taekwondo de 2007
El XVIII Campeonato Mundial de Taekwondo se realizó en Pekín (China) entre el 18 y el 22 de mayo de 2007 bajo la organización de la Federación Mundial de Taekwondo (WTF) y la Asociación China de Taekwondo.
En el evento tomaron parte  delegaciones nacionales. Las competiciones se desarrollaron en el Estadio Changping de la capital china.

## Medallistas

### Masculino
| Evento | Oro                         | Plata                             | Bronce                                                           |
| ------ | --------------------------- | --------------------------------- | ---------------------------------------------------------------- |
| –54 kg | Choi Yeon-Ho Corea del Sur  | Chutchawal Khawlaor Tailandia     | Aslan Batykulov · Kazajistán · Rodolfo Osornio Núñez · México    |
| –58 kg | Juan Antonio Ramos · España | Guillermo Pérez Sandoval · México | Tamer Bayumi · Egipto · Lee Sun-Jae · Corea del Sur              |
| –62 kg | Filip Grgić · Croacia       | Nacha Punthong Tailandia          | Marcel Ferreira · Brasil · Rafik Zohri · Países Bajos            |
| –67 kg | Gessler Viera Abreu · Cuba  | Omid Gholamzadeh Irán             | Dennis Bekkers · Países Bajos · Song Myeong-Seob · Corea del Sur |
| –72 kg | Sung Yu-Chi China Taipéi    | Nesar Ahmad Bahave Afganistán     | Hadi Saei Bonehkohal · Irán · Tommy Mollet · Países Bajos        |
| –78 kg | Steven López Estados Unidos | Jang Chang-Ha Corea del Sur       | Sébastien Michaud · Canadá · Balázs Tóth · Hungría               |
| –84 kg | Bahri Tanrıkulu Turquía     | Təvəkkül Bayramov Azerbaiyán      | Arman Shilmanov · Kazajistán · Park Min-Soo · Corea del Sur      |
| +84 kg | Daba Modibo Keïta Mali      | Morteza Rostami Irán              | Nam Yun-Bae Corea del Sur Abdelkader Zruri Marruecos             |

### Femenino
| Evento | Oro                                 | Plata                          | Bronce                                                                   |
| ------ | ----------------------------------- | ------------------------------ | ------------------------------------------------------------------------ |
| –47 kg | Wu Jingyu China                     | Yaowapa Boorapolchai Tailandia | Charlotte Craig Estados Unidos Yang Shu-Chun China Taipéi                |
| –51 kg | Brigitte Yagüe Enrique · España     | Ana Zaninović · Croacia        | Yajaira Peguero · República Dominicana · Nazgul Tazhigulova · Kazajistán |
| –55 kg | Jung Jin-Hee Corea del Sur          | Tseng Yi-Hsuan China Taipéi    | Andrea Rica Taboada · España · Yaimara Rosario Ferrer · Cuba             |
| –59 kg | Lee Sung-Hye Corea del Sur          | Hamide Bıkçın Turquía          | Watcharaporn Dongnoi Tailandia Diana López Estados Unidos                |
| –63 kg | Karine Sergerie · Canadá            | Park Hye-Mi Corea del Sur      | Nia Abdallah · Estados Unidos · Mona Solheim · Noruega                   |
| –67 kg | Hwang Kyung-Seon Corea del Sur      | Gwladys Épangue Francia        | Helena Fromm · Alemania · Sandra Šarić · Croacia                         |
| –72 kg | María del Rosario Espinoza · México | Lee In-Jong Corea del Sur      | Luo Wei · China · Natália Falavigna · Brasil                             |
| +72 kg | Chen Zhong China                    | Han Jin-Sun Corea del Sur      | Daniela Castrignanò · Italia · Tsui Fang-Hsuan · China Taipéi            |

## Medallero
| Núm. | País                 | Oro | Plata | Bronce | Total |
| ---- | -------------------- | --- | ----- | ------ | ----- |
| 1    | Corea del Sur        | 4   | 4     | 4      | 12    |
| 2    | China                | 2   | 0     | 1      | 3     |
| 2    | España               | 2   | 0     | 1      | 3     |
| 4    | China Taipéi         | 1   | 1     | 2      | 4     |
| 5    | Croacia              | 1   | 1     | 1      | 3     |
| 5    | México               | 1   | 1     | 1      | 3     |
| 7    | Turquía              | 1   | 1     | 0      | 2     |
| 8    | Estados Unidos       | 1   | 0     | 3      | 4     |
| 9    | Canadá               | 1   | 0     | 1      | 2     |
| 9    | Cuba                 | 1   | 0     | 1      | 2     |
| 11   | Mali                 | 1   | 0     | 0      | 1     |
| 12   | Tailandia            | 0   | 3     | 1      | 4     |
| 13   | Irán                 | 0   | 2     | 1      | 3     |
| 14   | Afganistán           | 0   | 1     | 0      | 1     |
| 14   | Azerbaiyán           | 0   | 1     | 0      | 1     |
| 14   | Francia              | 0   | 1     | 0      | 1     |
| 17   | Kazajistán           | 0   | 0     | 3      | 3     |
| 17   | Países Bajos         | 0   | 0     | 3      | 3     |
| 19   | Brasil               | 0   | 0     | 2      | 2     |
| 20   | Alemania             | 0   | 0     | 1      | 1     |
| 20   | Egipto               | 0   | 0     | 1      | 1     |
| 20   | Hungría              | 0   | 0     | 1      | 1     |
| 20   | Italia               | 0   | 0     | 1      | 1     |
| 20   | Marruecos            | 0   | 0     | 1      | 1     |
| 20   | Noruega              | 0   | 0     | 1      | 1     |
| 20   | República Dominicana | 0   | 0     | 1      | 1     |
|      | TOTAL                | 16  | 16    | 32     | 64    |